# Premier maître
 (décembre 2023).
Si vous disposez d'ouvrages ou d'articles de référence ou si vous connaissez des sites web de qualité traitant du thème abordé ici, merci de compléter l'article en donnant les références utiles à sa vérifiabilité et en les liant à la section « Notes et références ».
Le grade de premier maître est un grade de la composante marine des Forces armées belges, de la Marine royale canadienne et de la Marine nationale française. L'équivalent en anglais est chief petty officer.

## Belgique
Les deux grades suivants relèvent de cette appellation :

### Premier maître
Le premier maître de la composante marine des Forces armées belges. Ce grade est le premier de la hiérarchie des sous-officiers d'élite. Équivalent du grade de premier sergent-major des composantes terrestre, aérienne et médicale ;

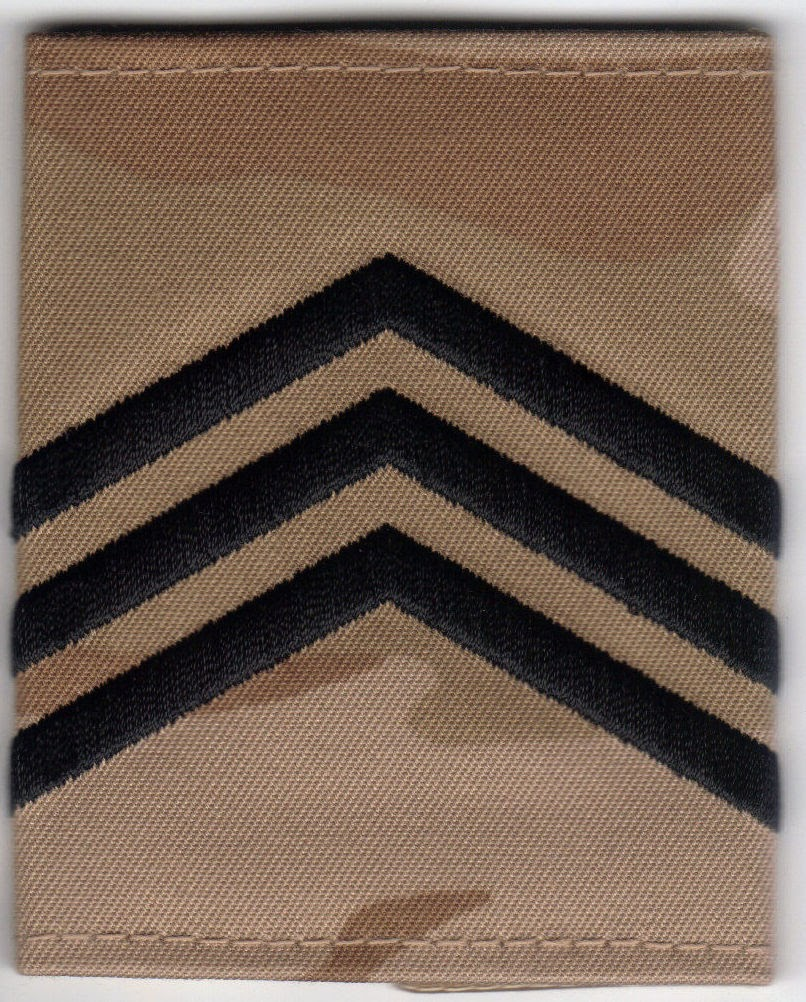

### Premier maître-chef
Le premier maître-chef de la composante marine des Forces armées belges. Ce grade est le deuxième et plus élevé de la hiérarchie des sous-officiers d'élite. Équivalent du grade d'adjudant des composantes terrestre, aérienne et médicale.

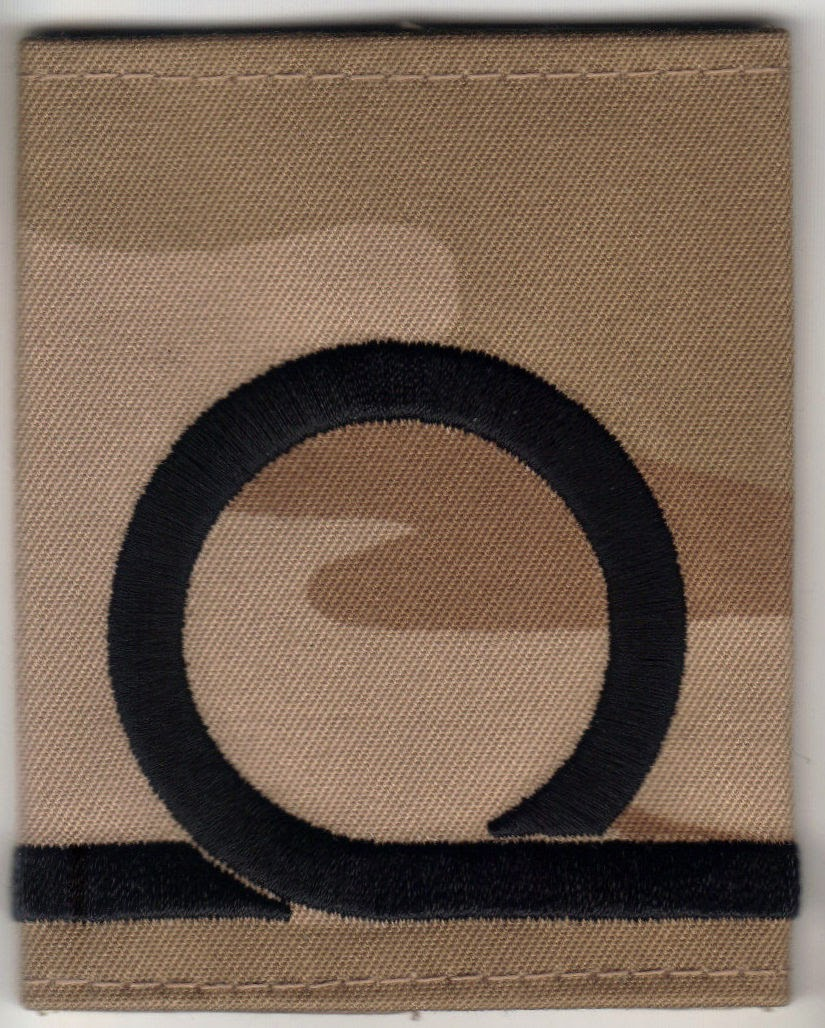

## Canada
Il existe deux classes de premier maîtres dans la Marine royale canadienne : 
- premier maître de 1re classe (ang. : chief petty officer, 1st class). De rang équivalent à un adjudant-chef dans les forces terrestres et à un adjudant 1re classe pour les forces aériennes ;
- premier maître de 2e classe (ang. : chief petty officer, 2d class). De rang équivalent à un adjudant-maître dans les forces terrestres et à un adjudant 2e classe dans les forces aériennes.

Premier-maître de première classe
Premier-maître de seconde classe

## France
Le grade de premier maître dans la Marine nationale est le premier du corps des officiers mariniers supérieurs. C’est l’équivalent du grade d’adjudant dans les autres armées et la Gendarmerie nationale. L'insigne de grade est composé d’un galon or et surmonté d'une soutache argent.

Premier maître

N'accède au grade de premier maître (et aux grades supérieurs) que le personnel titulaire du « brevet supérieur » (BS) de sa spécialité ou d'un « brevet supérieur technique » (BST). 
Son appellation réglementaire est « premier maître » mais il est couramment appelé « PM » ou « patron ».